# 難姓
難姓是一個漢姓，源于鲜卑族，出自古鲜卑族吐难氏部族，属于以部族名称为氏。現在大都分布於河南省四個姓“難”的小村，人數相當的少。是中国最小的姓氏。
2006年中科院發布中國科學院遺傳與發育生物學研究所研究員袁義達主持用兩年時間調查完成的《中國姓氏統計》表示，河南曾出土過一塊南北朝時期的石碑，記載一個鮮卑族官員的事蹟，他的名字就叫難樓，難姓隨鮮卑北遷，松花江當時也改名成了「難江」，隨後這些難姓的鮮卑族才到了現在的朝鮮半島，因此，河南這些難姓的村民就被韓國人認為是自己的祖先，韓國文化署組織了一個“尋根訪問團”來到中國。

## 外部連結
- 專家解讀新版百家姓 首次發現"難"姓村——新華網

## 延伸阅读
[在维基数据编辑]
 《欽定古今圖書集成·明倫彙編·氏族典·難姓部》，出自陈梦雷《古今圖書集成》